# 岡山県道55号湯原美甘線
岡山県道55号湯原美甘線（おかやまけんどう55ごう ゆばらみかもせん）は、岡山県真庭市を通る県道（主要地方道）である。

## 概要
岡山県真庭市豊栄から真庭市美甘を結ぶ。

### 路線データ
- 起点：岡山県真庭市豊栄（国道313号交点）
- 終点：岡山県真庭市美甘（国道181号交点）
- 総延長：約12.8 km

## 歴史
- 1993年（平成5年）5月11日 - 建設省から、県道湯原美甘線が湯原美甘線として主要地方道に指定される[1]。

## 地理

### 通過する自治体
- 真庭市

### 交差する道路
| 交差する道路            | 交差する場所       | 交差する場所 |
| ----------------------- | ------------------ | ------------ |
| 国道313号               | 豊栄（とよさかえ） | 起点         |
| 岡山県道323号種見明戸線 | 見明戸（みあけど） |              |
| 国道181号               | 美甘（みかも）     | 終点         |

### 周辺
- 旭川